# أمة اللطيف بنت الناصح
أَمَةُ اللطيف بنت ناصح الدين عبد الرحمن بن نجم بن عبد الوهاب السعديّة العباديّة الخزرجيّة الأنصارية الحنبلية، (توفيت في 653 هـ-1255)، عالمة وشيخة وكاتبة وفقيهة متفقهة على المذهب الحنبلي، من ذرية الصحابي الأنصاري سعد بن عبادة. عَمِلت في خدمة ربيعة خاتون - أخت صلاح الدين الأيوبي - حتى ماتت فحُبست لفترة، ثم تزوجت من الملك الأيوبي الأشرف موسى بن إبراهيم حاكم حمص وتل باشر. تتحدر من عائلة عريقة عُرفت بالعلم والدين والجهاد ولهم مكانة سياسية، قامت ببناء الكثير من المدارس ودور العلم، وألفت الكثير من الكتب المتخصصة بالفقه الحنبلي والشريعة.

## سيرتها

### نسبها
هي أَمَةُ اللطيف بنت ناصح الدين أبي الفرج عبد الرحمن بن نجم بن شرف الإسلام أبي البركات عبد الوهاب بن أبي الفرج عبد الواحد بن محمد بن علي بن أحمد بن إبراهيم بن يعيش بن عبد العزيز بن سعيد بن سعد بن عبادة بن دليم بن حارثة بن النعمان بن أبي حزيمة بن ثعلبة بن طريف بن الخزرج بن ساعدة بن كعب بن الخزرج بن حارثة بن ثعلبة بن عمرو بن عامر بن حارثة بن ثعلبة بن غسان بن الأزد بن الغوث بن نبت بن مالك بن زيد بن كهلان بن سبأ بن يشجب بن يعرب بن قحطان السعديّة العباديّة الساعدية الخزرجيّة الأنصارية.

### عائلتها
عائلتها من ذرية الصحابي سعد بن عبادة وجذورهم تعود للمدينة المنورة، وكانوا يعيشون في مدينة شيراز ثم انتقلت العائلة إلى الشام وهُناك اشتهروا. جد جدها أبو الفرج عبد الواحد بن محمد الشيرازي (المتوفى عام 486 هـ) كان عالماً وفقهياً حنبلياً وواعظاً وكاتباً ومفتياً، عاش في البدء في بيت المقدس فنشر فيها المذهب الحنبلي ثم انتقل لدمشق فنشر فيها المذهب الحنبلي أيضاً، وكان شيخ الشام في زمانه وله حظوة وتعظيم كبير عند الملوك والسلاطين خصيصاً الملك السلجوقي تتش بن ألب أرسلان، وعبد الواحد هو من أسس هذه العائلة التي لُقبت بـ «بيت ابن الحنبلي» وخرج من نسله الكثير من العلماء. ووالد جدها العالم عبد الوهاب بن عبد الواحد كان فقيه حنبلي وواعظ ومفسر وكاتب ومفتي، وله تعظيم عند البوريون ملوك دمشق، وحينما حاصر الإفرنج الصليبيون دمشق عام 523 هـ-1129 كان عبد الوهاب رئيس الوفد الذي أرسله الملك تاج الملوك بوري للخليفة المسترشد بالله لكي يساعدهم، وقد قام ببناء الكثير من المدارس ودور العلم. وجدها العالم نجم بن عبد الوهاب كان فقيهاً ومفتياً وشيخ الحنابلة في زمانه، وكان جليساً ونديماً وصديقاً لصلاح الدين الأيوبي. وأعمام والدها عبد الكافي وعبد الحق ومحمد وعبد الهادي أبناء عبد الوهاب، كانوا جميعاً فقهاء على المذهب الحنبلي ومحدثين ووعاظ ومفتون ومفسرون وقراء وعلماء وفرسان حاربوا الصليبيون، وأصحاب لملوك الشام من الزنكويون والأيوبيون.
وأما والدها العالم ناصح الدين عبد الرحمن بن نجم الملقب بـ «الناصح ابن الحنبلي» فقد كان أيضاً مؤرخاً وفقهياً وواعظ ومحدث وكاتباً وفارساً، وهو شيخ الحنابلة في زمانه، حارب مع صلاح الدين الأيوبي في معركة حطين وكان مقرباً إليه وكثيراً ما يستفتيه صلاح الدين، وكانت له أيضاً حرمة عند الملوك والسلاطين خصوصاً الأيوبيون، وقد قام ببناء الكثير من المدارس هو وأجداده. وأيضاً كان أعمامها عبد الكريم وأحمد أبناء نجم كانا عالمان وفقيهان ومحدثان ومفتيان ومُناظران. وكان أخيها سيف الدين يحيى بن عبد الرحمن مسنداً ومحدث، وكذلك أيضاً ابن أخيها شمس الدين يوسف بن يحيى كان محدث وعالم.

### حياتها
لا تُعرف سنة ولادتها أو بداية حياتها، وقد عرفت بفضلها وعلمها وكرمها وتدينها، ووصفها الإمام ابن كثير: «الشيخة الصالحة العالمة...وكانت فاضلة». كانت تعمل في خدمة ربيعة خاتون أخت صلاح الدين الأيوبي، وكانت ربيعة تحب أمة اللطيف بسبب علمها فلذا كانت تسمع لنصائحها وإرشاداتها وتعمل بكلامها، وبسبب أمة اللطيف قامت ربيعة بوقف مدرسة سفح قاسيون على الحنابلة فبنتها، ووقفتها على أبيها الناصح والحنابلة. وبسبب حب ربيعة لأمة اللطيف أغدقت عليها بالأموال فقامت أمة اللطيف ببناء الكثير من المدارس للحنابلة، منها؛ مدرسة الحديث في دمشق، ومدرسة الصاحبة، ومدرسة أخرى تقع شرق الرباط الناصري. وفي عام 643 هـ توفيت ربيعة فوقعت أمة اللطيف بالمصادرات، ولاقت شدائد كثيرة فحُبست بإحدى القلاع لمدة ثلاث سنين حتى عام 646 هـ فأُفرج عنها، وعندها تزوجها الملك الأيوبي الأشرف موسى بن إبراهيم حاكم حمص وتل باشر، فسافرت معه إلى حمص وتل باشر والرحبة.
وأيضاً قامت ببناء دار أخرى للحديث في دمشق قريباً من جامع الأفرم، واسمها واسم والدها منقوشان على أسكفة أحد أبواب الدار. وكانت أمة اللطيف مؤلفة وكتبت الكثير من الكتب والتصانيف والمجموعات، ولم يُذكر من أسماء كتبها إلا كتابان فقط وهما؛ كتاب التسديد في شهادة التوحيد، وكتاب بر الوالدين. وقد توفيت في عام 653 هـ-1255 بدمشق، ودُفنت في تربة بني الشيرازي التي دفن بها أجدادها التي تقع قريباً من دار الحديث، وعندما توفيت تركت من الإرث ذخائر وجواهر تقارب قيمتها 600 ألف درهم فضي والكثير من الأوقاف والأملاك. أما عمرها فلم نستطع تحديده تمامًا؛ لجهلنا بتاريخ مولدها.